# Teopantlán
Teopantlán är en kommunhuvudort i Mexiko.   Den ligger i kommunen Teopantlán och delstaten Puebla, i den sydöstra delen av landet, 120 km sydost om huvudstaden Mexico City. Teopantlán ligger 1 427 meter över havet och antalet invånare är 3 792.
Terrängen runt Teopantlán är kuperad. Runt Teopantlán är det ganska glesbefolkat, med 26 invånare per kvadratkilometer. Närmaste större samhälle är San Cristobal Tepeojuma, 19,3 km väster om Teopantlán. I omgivningarna runt Teopantlán växer huvudsakligen savannskog.